# RX-76
RX-76為GUNDAM中宇宙世紀的虛擬兵器。

## 簡介
RX-76乃是聯邦V作戰中最早放棄研發的編號，但亦是最早被大量生產的一部。RX-76 Prototype Ball 原型鋼球是以民間工程用小艇SP-W03為基本，加上足夠作戰使用的裝甲以及RX-75的120mm無後座力主炮的概念機體。不過聯邦在當時在戰況嚴重失利，失去了制宇權時，為了要能夠配合陸戰而放棄研發RX-76。主力集中於RX-75, 77, 78。不過在取回地面戰場之後，因為RGM-79的量產數量追不上星一號作戰。因此就令RX-76的計劃復活。緊急徵召約1200部SP-W03來改裝為RB-79。

## 外型
以宇宙工程作業用機體SP-W03作為基本，有著球型的本體，在本體上保留了作業使用的機械臂，上方則加裝了一門120mm加農炮。

## 歷史
RX-76於UC0076年設計，雖然外觀完全不像機動戰士但是起初的確是設計作為機動戰士計劃之一的。同時，聯邦抱有把RX-76設計為小型機動堡壘的概念。但是RX-76的造價不符合聯邦對量產機的要求，以及不能夠作出地面戰，因此在聯邦V作戰早期就被廢棄，已經完成的RX-76則作為武器實驗用機體保留在月神二號上面測試武器實裝，配合RRf-006作出不同武器和戰術的演練。
在一年戰爭開始之後，聯邦漸漸著重機動戰士的研發，但同時亦發現機動戰士的量產速度追不上戰場的需求，就算加上舊有的宇宙戰機改良以及戰艦的數量優勢，還是難以有足夠戰力在宇宙中取得絕對優勢。由於地面戰的需求已經下降，因此RX-76的計劃再次被考慮，在簡化生產之後，就成為了一年戰爭時聯邦最為便宜的量產機RB-79。